# Lucas Kerketta
Lucas Kerketta (ur. 20 września 1936 w Kahupani) – indyjski duchowny rzymskokatolicki, w latach 1987-2013 biskup Sambalpuru.

## Życiorys
Święcenia kapłańskie przyjął 25 października 1969. 17 listopada 1986 został prekonizowany biskupem Sambalpuru. Sakrę biskupią otrzymał 1 marca 1987. 26 lipca 2013 przeszedł na emeryturę.